# 航空射手与飞行机师章

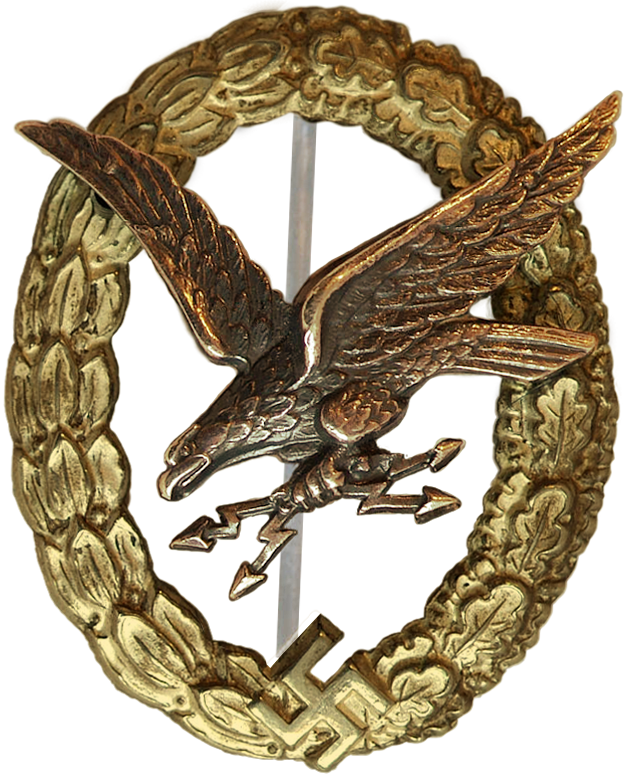
航空射手与飞行机师章

航空射手与飞行机师章（德語：Fliegerschützenabzeichen für Bordschützen und Bordmechaniker）是德国在二战期间设立的一项表彰納粹德國空軍航空射手、机师（飞行工程师）以及机组气象员的奖章，这些人须完成为期两个月的训练，或参加过至少5次作战飞行，才能获颁。若在作战飞行期间负伤，那么就能提前获颁该奖章。这枚奖章替代了设立于1935年的表彰空军航空射手和飞行机师的奖章。新老两种奖章的颁发标准一致。